# Jean-Marie Muller
Pour le champion de ski nautique, voir Jean-Marie Muller (ski nautique). Pour les homonymes, voir Muller.
Jean-Marie Muller, né le 21 octobre 1939 à Vesoul (France) et mort à Orléans le 18 décembre 2021 à l'âge de 82 ans, est un philosophe français, spécialiste de Gandhi et de la non-violence. Il est directeur des études à l'Institut de recherche sur la résolution non-violente des conflits. Il est aussi un membre fondateur du Mouvement pour une alternative non-violente, et membre du comité de parrainage de la Coordination française pour la Décennie de la culture de paix et de non-violence. Depuis 2009, il est membre-fondateur du Conseil International de la première université académique pour la non-violence dans le monde, AUNOHR, fondée au Liban.

## Biographie
Jean-Marie Muller est né le 21 octobre 1939 à Vesoul (Haute-Saône), il est marié et père de deux enfants.

### Carrière professionnelle
Professeur de philosophie jusqu'en 1970, il quitte alors l'enseignement pour se consacrer à plein temps à des travaux de recherche sur la non-violence, ainsi qu'à sa mise en œuvre au niveau de l'information, de la formation et de l'action. Depuis 1974, il assure cette tâche en liaison étroite avec le Mouvement pour une alternative non-violente (MAN) dont il est l'un des membres-fondateurs et l'un des animateurs,.
En 1983, le ministre de la Défense lui demande de conduire une étude sur la défense civile non-violente. Cette étude, réalisée en collaboration avec Christian Mellon et Jacques Sémelin, a été publiée en 1985 par la Fondation pour les Études de Défense Nationale sous le titre La dissuasion civile. Il participe en 1984 à la création de l'Institut de Recherche sur la Résolution Non-violente des Conflits (IRNC), dont il sera le Directeur des études. Depuis 1985, l'IRNC participe à des réunions de travail avec des représentants du Secrétariat général de la défense nationale (SGDN).
De 1985 à 1992, il est chargé de cours de l'Institut d'Études Politiques de l'université de Lyon où il a donné un enseignement sur la stratégie de l'action non-violente.
Il écrit régulièrement dans Alternatives non-violentes.

### Objection de conscience
En 1967, alors qu'il est officier de réserve, il demande à bénéficier du statut des objecteurs de conscience. Après le refus de la commission juridictionnelle de le lui accorder, il renvoie son livret militaire au Ministre de la Défense. Il manifeste ainsi sa volonté d'assumer désormais ses responsabilités civiques dans le cadre d'une défense civile non-violente. Le 8 janvier 1969, il comparaît devant le Tribunal correctionnel d'Orléans qui le condamne à trois mois de prison avec sursis, mille francs d'amende et cinq ans de privation de ses droits civiques. Au cours de ce procès, l'évêque d'Orléans, Guy-Marie Riobé et Robert Buron témoigneront en sa faveur.
Jean-Marie Muller participe au Comité consultatif créé en 1982 par le Premier Ministre en vue d'établir une concertation sur le dossier relatif au vote d'une nouvelle loi sur l'objection de conscience. Parmi les réformes qui seront adoptées, il est désormais possible aux réservistes d'obtenir le statut légal des objecteurs de conscience.

### Actions publiques

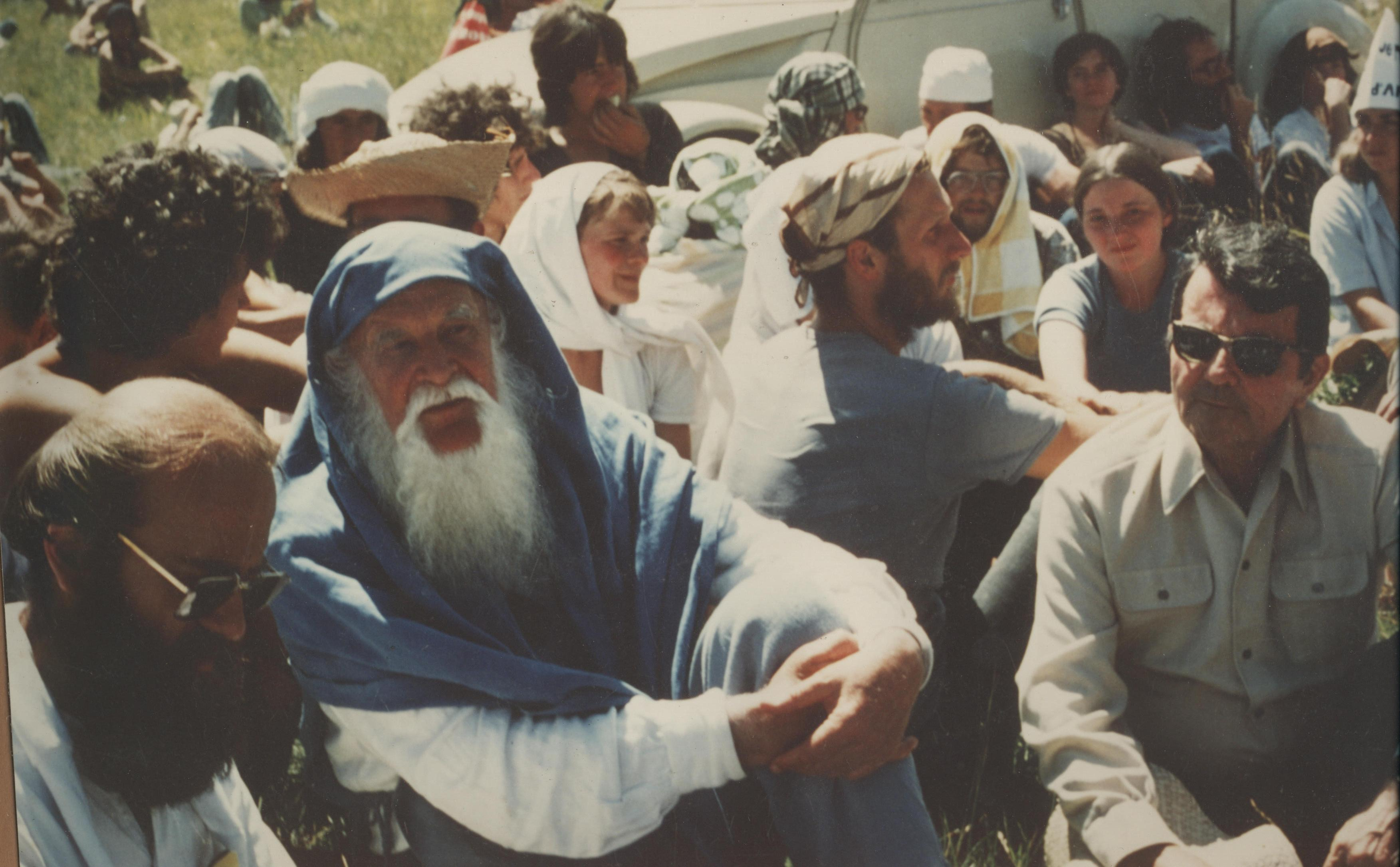
Jean-Marie Muller, Lanza del Vasto et Jacques Pâris de Bollardière (à droite) sur le plateau du Larzac.

Jean-Marie Muller entreprend en juin 1970, avec Jean Desbois, une grève de la faim de deux semaines pour protester contre la vente de seize avions « Mirage » de Dassault au gouvernement des généraux brésiliens. Cette action a un grand retentissement dans l'opinion publique et reçoit le soutien de nombreux mouvements et personnalités.
En 1973, il participe à l'action du « Bataillon de la Paix » menée dans le Pacifique pour protester contre les essais nucléaires français. Il se trouve, en compagnie de Jacques de Bollardière, de Jean Toulat et de Brice Lalonde, à bord du FRI, le bateau contestataire de l'organisation Peace Media, lorsque celui-ci est arraisonné par la marine nationale à l'intérieur de la zone interdite. Lorsque la bombe explosera, il sera détenu dans la prison militaire de la base de Hao. Ce sera la dernière fois que le gouvernement français procédera à des essais nucléaires en atmosphère.
Jusque dans les années 2010, il ne cesse de lutter contre l'arme nucléaire, en particulier sa possession par la France.
En octobre 1978, il participe à une grève de la faim de quatre jours avec Lanza del Vasto, Jacques de Bollardière, Jean Toulat, Jean Goss et quatre paysan(ne)s du Larzac afin d’interpeller l’opinion et les pouvoirs publics sur l’affaire du camp militaire. François Mitterrand leur rend visite et les assure de sa solidarité. En 1981, élu Président de la République, il rendra le Larzac aux paysans.

### Voyages, rencontres, formations
En 1972, Jean-Marie Muller fait un séjour prolongé aux États-Unis où il rencontre de nombreux responsables des mouvements non-violents américains qui sont alors engagés dans la résistance à la guerre du Viêt Nam. Il rencontre également plusieurs dirigeants du mouvement noir, ainsi que César Chávez, le leader de la lutte des travailleurs agricoles.
Il participe à Moscou au Congrès Mondial des Forces de Paix en octobre 1973. Puis en février 1974, il prend part à Medellín (Colombie) à la « Conférence pour la stratégie non-violente de libération en Amérique Latine ». Il anime ensuite un séminaire de formation sur l'action non-violente à Riobamba (Équateur), à l'invitation de Proano, l'évêque des Indiens. En mars 1975, il séjourne en Grèce où il donne des conférences sur la non-violence. En 1977, il séjourne deux mois en Inde sur les traces de Gandhi.
En 1987, il fait un séjour de deux semaines en Pologne où il rencontre les principaux dirigeants du syndicat Solidarité et du mouvement Liberté et Paix. Son livre Stratégie de l'action non-violente avait été publié en 1985 en polonais, dans une édition clandestine.
En août 1988, en tant que consultant étranger de l'Université de Paix de San Jose (Costa Rica), il participe à une mission chargée par le gouvernement du Nicaragua de faire connaître aux dirigeants les théories et les pratiques de la défense civile non-violente.
En 1989, 1re rencontre à Paris avec Walid Slaybi et Ogarit Younan, pionniers de la non-violence au Liban et dans le monde arabe. Ainsi, et pendant plus de 25 années de sa vie active, il fut introduit dans le monde arabe, au Liban en particulier, puis en Syrie, Palestine, Jordanie, et Irak y compris le Kurdistan. À partir de 1990, à l'invitation de l'Action sociale culturelle (ASC) et du Movement for People’s Rights (associations libanaises non-violentes), il fait régulièrement de longs séjours au Liban où il participe à des sessions de formation, des conférences, des entretiens dans les médias, des rencontres avec des intellectuels et des leaders religieux chrétiens et musulmans.
En octobre 1990, il participe à l’Assemblée européenne des citoyens à Prague (Tchécoslovaquie).
Il séjourne au Tchad en mars 1993 à l'invitation du mouvement Tchad non-violence. Il fait un nouveau séjour au Tchad en février 1994 où il anime deux séminaires de formation. En décembre 1993, il participe et intervient à l’Assemblée européenne des citoyens à Ankara (Turquie).
En 1993, son premier livre, La signification de la non-violence, est traduit et publié en langue arabe au Liban, par l’ASC. Plusieurs autres livres ont été traduits et publiés en arabe à Beyrouth et diffusés dans le monde arabe, ainsi que des dizaines de ses textes sur la philosophie et la stratégie de la non-violence.
Il séjourne en avril 1994 à Washington, D.C., où il rencontre le président de la République d’Haïti, Jean-Bertrand Aristide, et plusieurs personnalités politiques haïtiennes en exil pour étudier la possibilité d’une résistance non-violente en Haïti qui vit alors sous le régime militaire du général Cédras.
Toujours en 1994, Jean-Marie Muller participe à l’Assemblée européenne des citoyens à Bratislava (Tchécoslovaquie), au Séminaire international sur la négociation dans les conflits armés de Villa de Leyva (Colombie), à la Triennale de l'Internationale des résistant(e)s à la guerre (IRG) à São Leopoldo (Brésil).
Il rencontre Jean-Pierre Schumacher, l’un des deux survivants des moines de Tibhirine, en janvier 1997 au Maroc. En 1998, il participe à la triennale de l’Internationale des Résistants à la Guerre à Poreč (Croatie), puis à  une mission de paix en Colombie au sein d'une délégation française qui rencontre les « communautés de paix » de la région de l'Uraba.
En janvier 2001, il séjourne à Montréal où il donne des conférences sur la non-violence dans le cadre de la préparation de la résistance civile au Sommet des Amériques qui doit se tenir au Canada au mois d'avril suivant. Puis il se rend en Inde où il visite l’ashram de Gandhi à Ahmedabad.
En 2004, Jean-Marie Muller anime des sessions de formation à Maroua, Mokolo et Yaoundé au Cameroun. Il y retourne en 2006 à deux reprises, pour des ateliers et conférences à Bafoussam et à Mbalmayo.
Il donne en 2004 la conférence inaugurale au Colloque sur l’action non-violente organisé à Magdebourg (Allemagne) ; puis intervient au Colloque sur la résistance non-violente à Saint-Sébastien puis au colloque sur l’intervention civile à Figueras (Espagne). Il se rend en Colombie fin 2004, pour un séminaire international organisé par la municipalité de Bogota sur le thème : « La non-violence et la résistance civile comme instruments pour la réconciliation ». Puis il anime un séminaire pour les étudiants en science politique de l’université de Pise (Italie) à l’occasion de la publication en italien de son livre Le principe de non-violence.
Il participe en janvier 2003 à Porto Alegre au Forum social mondial où il donne une conférence sur le thème « L’option non-violente dans les luttes sociales et politiques ». En novembre 2005, il est à nouveau au Brésil, à São Paulo, à l’invitation de l’association Palas Athena. Il y retourne en mai 2006, à Recife pour animer un atelier et une conférence au Congrès de la santé et de la culture de paix et de non-violence.
En décembre 2005, il participe et intervient lors de la rencontre internationale sur la résistance palestinienne non-violente organisée à Bethléem (Palestine). Puis en janvier 2006, il anime à Amman (Jordanie) une session de formation à la non-violence pour des Irakiens travaillant pour la promotion des droits de l’homme au sein de la société civile. Il y retourne en octobre-novembre pour participer à l’animation de deux sessions de formation à la non-violence pour des Palestiniens, des Irakiens, des Syriens et des Libanais,.
Il réalise de nombreux voyages, ponctués d'ateliers, d'animation de conférence ou de cours sur le thème de la non-violence, comme à Amman en Jordanie en 2006, à Bafoussam et Mbalmayo au Cameroun en mai 2006, à Recife au Brésil lors d'une conférence au Congrès de la santé et de la culture de paix et de non-violence, en novembre 2006 en Jordanie, en décembre 2006 à Bafoussam au Cameroun, en octobre 2007 au Brésil pour la 1re Journée internationale de la non-violence, au Liban en 2008 pour une session de formations de 80 activistes de huit pays arabes organisée par l’Association Libanaise pour les Droits Civils (LACR), en Syrie en 2008 pour des conférences au Centre culturel français de Damas et à l’ambassade de France en Syrie.
En 2008, il a participé à un atelier de travail sur la non-violence organisé par la maison d'édition Maaber de Damas, où il a formé des jeunes gens à l'action non-violente. Il a également signé la traduction en arabe de son ouvrage Dictionnaire de la non-violence (Quamous al-la'unf) traduit par Mohamed Ali Abdel Jalil, et ce à la suite de la conférence prononcée au CCF de Damas.
En novembre 2009, il participe au premier Forum national irakien pour la non-violence à Erbil (Irak), et y revient en avril 2010.
En 2009, il séjourne au Liban, invité à l’inauguration du projet pilote de l’université pour la non-violence – AUNOHR, où il devient membre de son Conseil International avec Adolfo Pérez Esquivel, Arun Gandhi, Federico Mayor, Mairead Maguire et autres.
En 2010, 2011, 2013, 2015, il retourne au Liban pour des cours académiques à l’université AUNOHR. En aout 2015, il signe la traduction en arabe de son ouvrage Désarmer les dieux, traduit par Dimitri Avghérinos et publié à Beyrouth par l’université avec le soutien de l'ambassade de Norvège au Liban.
Le 4 juin 2011, il est l’invité d’honneur à la Journée mondiale de la non-violence à Beyrouth (Liban), organisée par AUNOHR, en clôture à la décennie de l’ONU sur la culture de paix et de non-violence (2000-2010). En juillet 2012 et 2013, il participe à des formations académiques organisées par l'université de la non-violence AUNOHR. Il rencontre le Président de la République du Liban, en tant que membre du Conseil International d’AUNOHR. Lors de son dernier séjour au Liban en juillet 2015, à l'occasion de la publication en arabe de son ouvrage Désarmer les dieux, il rencontre l'ambassadeur de Norvège au Liban qui a appuyé cette publication.
Séjour au Kurdistan – Irak en septembre/octobre 2012, dans le cadre d’une délégation de l’université AUNOHR. Rencontres avec des ministres, des parlementaires, des présidents d’universités, des journalistes et des représentants d’ONG, ainsi que l’animation de deux conférences publiques.
Le 3 septembre 2013, il est le lauréat du Prix international de la fondation indienne Jamnalal Bajaj pour la promotion des valeurs gandhiennes. Cette distinction lui a été remise à Bombay par le président de la République Indienne.
Il participe à Rome à la Conférence internationale sur « La non-violence et la paix juste » organisée par Pax Christi International en avril 2016. À la suite de cette conférence, il contribuera à la préparation du texte « La non-violence : style d'une politique pour la paix » qui sera prononcé par le pape François, le 1er janvier 2017, lors de la journée mondiale pour la paix. Durant ce séjour à Rome, il a également fait une dernière rencontre avec Marco Pannella, moins d’un mois avant son décès.

## Œuvres
- L'Évangile de la non-violence, Fayard, 1969  (ISBN 978-2-213-00119-7)
- Stratégie de l'action non-violente, Fayard, 1972 Réédité au Seuil, collection « Points – politique », 1981. Traduit en italien Strategia della nonviolenza, Padova, Marsilio Editori, 1975. Ttraduit en espagnol Estrategia de la accion non-violenta, Barcelone, edicion Hogar del Libro, 1980, réédité en 1983. Traduit en polonais Strategia politycznego dzialania bez stosowania przemocy et imprimé dans la clandestinité à partir de 1984. Traduit en croate Strategija nenasilnog djelovanja, Zagreb, Krscanska sadasnjost, 1986. Traduit et publié en arabe par MPR, Beyrouth, 1999 (استراتيجية العمل اللاعنفي).
- Le Défi de la non-violence, Le Cerf, 1976
- César Chávez, un combat non-violent, en collaboration avec Jean Kalman, Fayard/Le Cerf, 1977
- Vous avez dit : « Pacifisme ? », de la menace nucléaire à la défense civile non-violente, Le Cerf, 1984
- La Dissuasion civile, en collaboration avec Christian Mellon et Jacques Sémelin, Fondation pour les Études de défense nationale, 1985
- Lexique de la non-violence, IRNC, 1988
- La Nouvelle Donne de la paix, Témoignage Chrétien, 1992
- Désobéir à Vichy, la résistance civile des fonctionnaires de police, PU de Nancy, 1994
- Gandhi, la sagesse de la non-violence, Desclée de Brouwer, 1994  (ISBN 978-2-220-03554-3)
- Simone Weil, l'exigence de non-violence, Desclée de Brouwer, 1995  (ISBN 978-2-220-03623-6)
- Comprendre la non-violence, éd. Non-violence Actualité, 1995
- Le Principe de non-violence. Parcours philosophique, Desclée de Brouwer, 1995  (ISBN 978-2-220-03733-2)  (ISBN 978-0-9839862-8-7) Traduit en anglais par Mike James et publié par le Center for Global Nonkilling (Honolulu) en 2014.
- Guy-Marie-Joseph Riobé et Jacques Gaillot. Portraits croisés, Desclée de Brouwer, 1996  (ISBN 978-2-220-03801-8)
- Paroles de non-violence, Albin Michel, 1996  (ISBN 978-2-226-08238-1)
- Principes et méthodes de l'intervention civile, Desclée de Brouwer/Éditions Charles Léopold Mayer, 1996  (ISBN 978-2-220-03983-1)
- Gandhi l'insurgé. L'épopée de la Marche du sel, Albin Michel, 1997  (ISBN 978-2-226-09408-7) Traduit en arabe par Mohamed Ali Abdel Jalil et publié par Maaber, Syrie, en 2011.
- Les moines de Tibhirine : «témoins» de la non-violence, Témoignage chrétien, 1999  (ISBN 2-900016-40-1)
- Vers une culture de non-violence avec Alain Refalo, Dangles, 1999  (ISBN 978-2-7033-0503-3)
- Le courage de la non-violence, éd. du Relié, 2001  (ISBN 978-2-909698-69-4)
- Charles de Foucauld : Homme de paix ou moine-soldat, La Découverte, 2002  (ISBN 978-2-7071-3854-5)
- De la non-violence en éducation, Paris, 2002, UNESCO, préface de Koïchiro Matsuura, directeur général de l’UNESCO, 72 p. Traduit en anglais et en espagnol, traduit en arabe par Mohamed Ali Abdel Jalil et publié en 2008 par la maison d'édition Maaber, Syrie.
- Délégitimer la violence, Centre de ressources sur la non-violence de Midi-Pyrénées, Colomiers, 2004, 42 p.
- Dictionnaire de la non-violence, éd. du Relié, 2005, 401 p.  (ISBN 9782914916561) Traduit en arabe par Mohamed Ali Abdel Jalil, Maaber, Damas, et publié à Beyrouth en 2007 par l’Association Libanaise pour Les Droits Civils - LACR, avec le soutien de l’Association espagnole NOVA.
- Choisir la non-violence pour rendre un autre monde possible, Centre de ressources sur la non-violence de Midi-Pyrénées, Colomiers, 2006, 56 p.
- La non-violence en action, éditions du Man, Paris, 2007, 88 p.
- Gandhi, sage et stratège de la non-violence, en coll. avec Alain Refalo, Centre de ressources sur la non-violence de Midi-Pyrénées, Colomiers, 2007, 88 p.
- Supplique à un prix Nobel en guerre, éd. des îlots de résistance, Paris, 2010
- Les Français peuvent-ils vouloir renoncer à l'arme nucléaire ?, éd. du Mouvement pour une Alternative non-violente, 2010
- Désarmer les dieux, Le christianisme et l'islam, au regard de l'exigence de non-violence, Le Relié Poche, 2010 Traduit et publié en arabe par AUNOHR, Liban, 2015 (نزع سلاح الآلهة. المسيحية والإسلام من منظور فريضة اللاعنف).
- L'impératif de désobéissance, Fondements philosophiques et stratégiques de la désobéissance civile, Le Passager clandestin, 2011, 288 p.  (ISBN 9782916952550)
- Le christianisme face au défi de l’arme nucléaire, Lyon, éd. Golias, 2011
- Entrer dans l’âge de la non-violence, Gordes, Le Relié, 2011
- Penser avec Albert Camus. Le meurtre est la question, Lyon, Chronique sociale, 2013 Traduit en arabe par AUNOHR, Liban, 2013 (نظرة كامو الملتبسة إلى اللاعنف: القتل هو المسألة).
- Libérer la France des armes nucléaires. La préméditation d’un crime contre l’humanité, Lyon, Chronique sociale, 2014
- Nelson Mandela. Le choix de la lutte armée, Lyon, Chronique sociale, 2015 Traduit en arabe par AUNOHR, Liban, 2019 (مانديللا وخيار النضال المسلّح).
- La violence juste n’existe pas. Oser la non-violence, Paris, Le Relié, 2017.

## Récompenses
- Prix international Jamnalal Bajaj 2013, catégorie « promotion des valeurs gandhiennes en dehors de l'Inde ».